# Sergio Martini
Sergio Martini (* 29. Juli 1949 in Rovereto-Lizzanella) ist ein italienischer Extrembergsteiger.
Er ist der siebte Bergsteiger, der alle 14 Achttausender bestiegen hat, und nach Reinhold Messner der zweite aus Italien.

## Gipfelbesteigungen
Mit 19 Jahren erreichte er als Leiter einer Gruppe die Micheluzzi-Säule der Marmolata. Nach Neuerschließung einiger neuer Routen in den Dolomiten sammelte er zwischen 1971 und 1972 seine ersten Erfahrungen außerhalb Europas mit dem Fitz Roy in Patagonien.
Im Jahre 1976 bestieg er seinen ersten Gipfel im Himalaya. 1983 bestieg er in Begleitung seines Freundes Fausto De Stefani den K2 über die Nordwand. Zwei Jahre später bestieg er den Makalu über die Nordostwand. Im darauffolgenden Jahr erreichte er den Gipfel des Nanga Parbat und den der Annapurna. Im Jahre 1987 stand er auf dem Gasherbrum II. Im Jahre 1988, mit nur zwölf Tagen zwischen den zwei Besteigungen, bestieg er den Shisha Pangma und den Cho Oyu, ein Jahr später den Dhaulagiri. 1993 bestieg er den Broad Peak, 1994 den Hidden Peak, 1995 den Kangchendzönga und 1996 den Manaslu. Den Mount Everest bestieg er im Jahre 1999 von Tibet aus, 2000 stand er auf dem Lhotse. Somit stand er auf allen Achttausendern. Neun Jahre später stand er erneut auf dem höchsten Berg der Erde, diesmal wählte er für die Besteigung die Südseite von Nepal aus.
Sergio Martini ist Mitglied der CAI. Er ist nationaler Alpinismusausbilder sowie Ski-Alpin-Ausbilder und Mitglied der französischen Hochgebirgsgruppe.